# Едлай Евінг Стівенсон II
Едлай Юінґ Стівенсон II (англ. Adlai Ewing Stevenson II; 5 лютого 1900, Лос-Анджелес — 14 липня 1965, Лондон) — політичний діяч США, представник ліберального крила Демократичної партії. Юрист.

## Біографія
- У 1926—1933 і 1955—1960 роках займався юридичною практикою.
- З 1933 року — в державному апараті США.
- У 1941—1944 роках — спеціальний помічник морського міністра.
- У 1945 році — спеціальний помічник державного секретаря; радник американської делегації на Сан-Франциській конференції 1945 року.
- У 1946—1947 роках — постійний представник США в ООН.
- У 1949—1953 роках — губернатор штату Іллінойс.
- У 1952 і 1956 роках був кандидатом Демократичної партії на посаду президента.
- У 1961—1965 роках — постійний представник США в ООН.